# Jan Bamert
Jan Bamert (sinh ngày 9 tháng 3 năm 1998) là một cầu thủ bóng đá người Thụy Sĩ thi đấu cho câu lạc bộ tại Giải bóng đá vô địch quốc gia Thụy Sĩ FC Sion, ở vị trí hậu vệ.